# Dominic Monaghan
Dominic Monaghan (Berlino, 8 dicembre 1976) è un attore britannico con cittadinanza irlandese, noto per il ruolo di Meriadoc Brandibuck nella trilogia cinematografica de Il Signore degli Anelli e per il ruolo di Charlie Pace nella serie televisiva Lost.
Dal 2024 possiede anche la cittadinanza irlandese. 

## Biografia
Nato in Germania, all'età di 11 anni si è trasferito con la sua famiglia a Stockport, città di origine dei genitori. Parla fluentemente tedesco e inglese. 
Già in giovanissima età ha accumulato notevole esperienza sia in teatro sia in televisione. Ha raggiunto la popolarità internazionale grazie al ruolo dell'hobbit Meriadoc Brandibuck nella trilogia de Il Signore degli Anelli. Prima di diventare attore Monaghan ha fatto anche lo smistatore di posta, il magazziniere e l'aiuto cuoco. Ha studiato letteratura inglese, drammaturgia e geografia all'Aquinas College in Inghilterra, dove ha anche preso parte a diverse recite scolastiche quali A Christmas Carol, Oliver Twist e Bugsy Malone.
Dopo la scuola è entrato nella Manchester Youth Theatre e qui a 18 anni è stato notato da un agente che lo ha fatto scritturare per uno serial televisivo, Hetty Wainthrop Investigates, con protagonista Patricia Routledge: è stato scelto per il ruolo di Geoffrey Shawcross, il detective spalla della protagonista, che ha interpretato per 4 anni. Successivamente ha debuttato nel cinema con il film Hostile Waters, dove interpretava un marinaio russo accanto a Rutger Hauer. In seguito ha recitato nel ruolo del fidanzato di una ragazza assalita dallo squartatore nel documentario This is Personal: The Hunt for the Yorkshire Ripper e ha registrato uno sceneggiato radiofonico per la BBC Stockport...So Good They Named It Once, una sit-com in cui interpretava un quindicenne spiritoso e sfortunato in amore.
Era impegnato in una commedia a Londra quando è stato notato dal direttore casting de Il Signore degli Anelli. Appassionato di Tolkien sin da bambino, Monaghan ha partecipato al provino ma è poi andato in Francia a girare la miniserie sulla seconda guerra mondiale Monsignor Renard. Durante le riprese il suo agente lo ha avvisato di prepararsi ad incontrare Peter Jackson per un secondo provino, ma non ce ne è stato bisogno in quanto a Monaghan è stata offerta direttamente la parte di Meriadoc "Merry" Brandibuck. Le riprese de Il Signore degli Anelli hanno occupato Monaghan per ben due anni, ma il successo del film gli ha assicurato popolarità e tantissime offerte di lavoro.

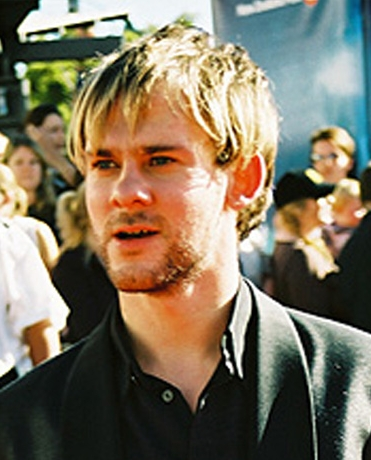
Dominic Monaghan in Nuova Zelanda nel 2003

Dal 2004 ha interpretato Charlie Pace nella serie televisiva Lost. Nel 2008 ha recitato in un film horror ambientato nel XII secolo, I Sell the Dead, storia di profanatori e ladri di tombe, diretto da Glenn McQuaid. Con il suo amico e collega Billy Boyd aveva scritto una sceneggiatura, ma nessun'altra notizia è stata confermata sulla realizzazione del progetto. Già in precedenza c'era stato un approccio alla scrittura in compagnia stavolta di Sean Astin, che interpretava il ruolo di Samvise Gamgee nella Trilogia: un cortometraggio diretto da Astin, The Long and Short of It, che in Italia è stato visto negli speciali del DVD della versione cinematografica de Le due torri.
Nel 2008, Monaghan ha tenuto una mostra fotografica a Los Angeles, vendendo poi le stampe delle sue opere. Una parte del ricavato della mostra è stata devoluta a un'organizzazione di salvataggio degli oranghi.

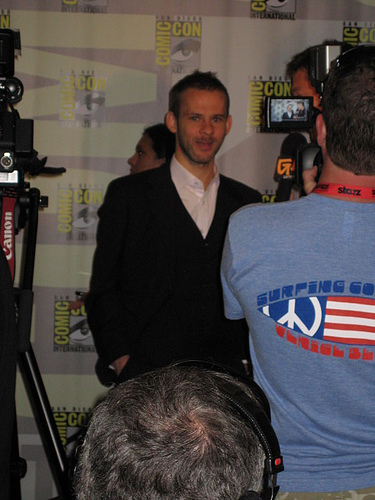
Dominic Monaghan nel 2009

Nel 2009 ha ottenuto una parte nel film X-Men le origini - Wolverine, diretto da Gavin Hood. Ha interpretato il ruolo di Simon Campos nella serie della ABC FlashForward nella stagione 2009/2010. Nel 2010 ha girato assieme a Megan Fox il video del rapper statunitense Eminem e di Rihanna dal titolo Love the Way You Lie. Appassionato naturalista, nel 2012 ha realizzato per la BBC America la serie televisiva Wild Things with Dominic Monaghan trasmessa in Italia sul canale DMAX con il titolo Il signore degli insetti.

## Vita privata
Ha comprato una foresta di manghi in India. 
È stato sentimentalmente legato a Evangeline Lilly dal 2004 al 2007. I due si erano conosciuti sul set televisivo di Lost. 
Risiede a Los Angeles.

## Omaggi
- La specie di ragno Ctenus monaghani, originaria del Laos, ha preso nome da lui. [4]

## Filmografia parziale

### Attore

#### Cinema
- Il Signore degli Anelli - La Compagnia dell'Anello (The Lord of the Rings: The Fellowship of the Ring), regia di Peter Jackson (2001)
- Il Signore degli Anelli - Le due torri (The Lord of the Rings: The Two Towers), regia di Peter Jackson (2002)
- Il Signore degli Anelli - Il ritorno del re (The Lord of the Rings: The Return of the King), regia di Peter Jackson (2003)
- An Insomniac's Nightmare, regia di Reese Nanavati – cortometraggio (2003)
- Spivs, regia di Colin Teague (2004)
- The Purifiers, regia di Richard Jobson (2004)
- Shooting Livien, regia di Rebecca Cook (2005)
- I Sell the Dead, regia di Glenn McQuaid (2008)
- X-Men le origini - Wolverine (X-Men Origins: Wolverine), regia di Gavin Hood (2009)
- The Day, regia di Douglas Aarniokoski (2011)
- The Millionaire Tour, regia di Inon Shampanier (2012)
- Soldiers of Fortune, regia di Maksim Korostyshevsky (2012)
- Molly Moon e l'incredibile libro dell'ipnotismo (Molly Moon and the Incredible Book of Hypnotism), regia di Christopher N. Rowley (2015)
- Pet, regia di Carles Torrens (2016)
- Deep Burial, regia di Dagen Merrill (2017)
- Mute, regia di Duncan Jones (2018)
- Waterlily Jaguar, regia di Melora Walters (2018)
- Radioflash, regia di Ben McPherson (2019)
- Star Wars - L'ascesa di Skywalker (Star Wars: The Rise of Skywalker), regia di J. J. Abrams (2019)
- Ai confini del mondo - La vera storia di James Brooke (Edge of the World), regia di Michael Haussman (2021)
- Omicidio a Los Angeles (Last Looks), regia di Tim Kirkby (2022)

#### Televisione
- Hetty Wainthropp Investigates – serie TV, 26 episodi (1996-1998)
- Minaccia nell'Atlantico (Hostile Waters), regia di David Drury – film TV (1997)
- This is Personal: The Hunt for the Yorkshire Ripper, regia di David Richards – film TV (2000)
- Monsignor Renard – miniserie TV, puntate 01-02-04 (2000)
- Lost – serie TV, 73 episodi (2004-2010)
- FlashForward – serie TV, 15 episodi (2009-2010)
- Chuck – serie TV, episodio 2x12 (2009)
- Il signore degli insetti (Wild Things with Dominic Monaghan) – programma TV, 17 puntate (2012-2014)
- 100 Code – serie TV, 12 episodi (2015)
- A Midsummer's Nightmare, regia di Gary Fleder – film TV (2017)
- Moonhaven – serie TV, 6 episodi (2022-in corso)

### Doppiatore
- The Truth Behind – programma TV, puntata 1x06 (2008)
- Quantum Break – videogioco (2016)
- Sofia la principessa (Sofia the First) – serie animata, episodio 4x04 (2017)
- Call of Duty: Vanguard – videogioco (2021)
- La leggenda di Vox Machina (The Legend of Vox Machina) – serie animata, episodi 1x06-1x07-1x09 (2022)
- Il Signore degli Anelli - La guerra dei Rohirrim (The Lord of the Rings - The War of the Rorrhim), regia di Kenji Kamiyama (2024)

### Produttore
- Ai confini del mondo - La vera storia di James Brooke (Edge of the World), regia di Michael Haussman (2021)

### Videografia
- Love the Way You Lie, videoclip del singolo di Eminem (2010)

## Doppiatori italiani
Nelle versioni in italiano delle opere in cui ha recitato, Dominic Monaghan è stato doppiato da:
- Paolo Vivio ne Il Signore degli Anelli - La Compagnia dell'Anello, Il Signore degli Anelli - Le due torri, Il Signore degli Anelli - Il ritorno del re, Mute, Star Wars: L'ascesa di Skywalker, Omicidio a Los Angeles
- Andrea Mete in FlashForward, 100 Code
- Massimiliano Alto in Lost, Chuck
- Edoardo Stoppacciaro in X-Men le origini - Wolverine
- Marco Briglione in Molly Moon e l'incredibile libro dell'ipnotismo
- Francesco Sechi in Pet
- Valerio Amoruso in Quantum Break
- Jacopo Calatroni in Ai confini del mondo - La vera storia di James Brooke

Da doppiatore è sostituito da:
- Paolo Vivio in Sofia la principessa